# Systena sexnotata
Systena sexnotata är en skalbaggsart som beskrevs av Henry Clinton Fall 1910. Systena sexnotata ingår i släktet Systena och familjen bladbaggar. Inga underarter finns listade i Catalogue of Life.